# ويلي داهل
ويلي داهل (بالنرويجية: Willy Dahl)‏ (و. 1927  م) هو مؤرخ أدبي، وكاتب، وبروفيسور، وناقد أدبي نرويجي، ولد في برغن.

## جوائز
حصل على جوائز منها:
- Riverton Honour Prize ‏ (1997).